# Fritz Thyssen
Fritz Thyssen (Mülheim an der Ruhr, 1873. november 9. – Buenos Aires, 1951. február 8.) német nagyiparos.

## Élete
1926-tól a Thyssen-konszern vezetője. 1933-ban belépett a Nemzetiszocialista Német Munkáspártba, amelyet azonban már 1923-tól anyagilag támogatott. A Harmadik Birodalomban különböző politikai és gazdasági szervezetekben töltött be tisztségeket. A kristályéjszaka erőszakhulláma és a háborús előkészületek miatt azonban szakított a nácikkal. 1939. szeptember 2-án családjával Svájcba emigrált, majd 1940-ben Franciaországba költözött. Itt diktálta le a magyar származású Emery Revesnek I Paid Hitler című memoárját, ami 1941-ben Londonban jelent meg. A Vichy-kormány 1940-ben kiadta Németországnak. A háború végéig feleségével előbb egy szanatóriumban, majd később a sachsenhauseni, a buchenwaldi és a dachaui koncentrációs táborokban őrizték mint különleges foglyot. 1948-ban nácitalanították.[pontosabban?] 1949-ben Argentínába költözött lányához.

## Műve
- Fritz Thyssen: I Paid Hitler. London, Hodder and Stoughton, 1941.